# Hellboy (2019)
Hellboy é um filme de super-herói americano baseado no personagem Hellboy da Dark Horse Comics. O filme é dirigido por Neil Marshall e estrela David Harbour no papel principal. O filme também conta com Milla Jovovich, Ian McShane, Sasha Lane, Daniel Dae Kim e Thomas Haden Church. O filme é um reboot da série de filmes Hellboy e é o terceiro filme sobre o personagem. Hellboy inspira-se nas histórias em quadrinhos: Hellboy: Darkness Calls, Hellboy: The Wild Hunt, Hellboy: The Storm and the Fury e Hellboy in Mexico.
O projeto começou como uma continuação de Hellboy II: The Golden Army (2008), com Mignola e Cosby escrevendo o roteiro. Guillermo del Toro não foi chamado para ser o diretor e roteirista do filme, algo que ele havia feito nos dois primeiros filmes e Ron Perlman se recusou a voltar sem o envolvimento de del Toro. Então, o projeto foi transformado em um reboot para maiores de 18 anos depois que Marshall foi contratado como o diretor e David Harbour foi escolhido como Hellboy. As filmagens começaram em setembro de 2017 no Reino Unido e na Bulgária e terminou em dezembro de 2017. Hellboy foi lançado em 12 de abril de 2019 nos Estados Unidos e chegou ao Brasil em 16 de maio de 2019.
No lançamento o filme recebeu críticas negativas dos críticos, com muitos comparando-o desfavoravelmente aos filmes anteriores e criticando a história e a quantidade de sangue, embora as performances de Harbour e Jovovich e os efeitos de maquiagem tenham sido elogiados.

## Sinopse
Na Idade das Trevas, em 517 dC, a maligna Rainha do Sangue Vivienne Nimue desencadeia uma praga na Inglaterra até o rei Arthur a impedir com a ajuda de Ganeida, um membro de seu clã. Arthur usa Excalibur para desmembrar Nimue e esconde seus restos mortais em toda a Inglaterra.
Nos dias atuais em Tijuana, México, o investigador paranormal Hellboy acidentalmente mata o agente desaparecido Esteban Ruiz, que foi transformado em vampiro, durante uma luta livre. Depois de ouvir as palavras moribundas de Ruiz, profetizando que o fim está chegando, Hellboy é trazido de volta ao BPRD no Colorado . Ele é designado pelo líder do BPRD Trevor Bruttenholm, seu pai humano adotivo, para ajudar o Osiris Club a caçar três gigantes na Grã-Bretanha. A vidente do clube, Lady Hatton, revela que Bruttenholm deveria matar Hellboy quando ele veio ao mundo humano como resultado do Projeto Ragna Rok dos nazistas, mas o criou. Enquanto isso, uma fada parecida com um porco conhecida como Gruagach é aconselhada pela bruxa Baba Yaga a recuperar os membros de Nimue, para que ela possa conceder seu desejo de vingança contra Hellboy.
Durante a caçada, Hellboy é traído e quase morto pelos caçadores antes de serem emboscados pelos gigantes. Hellboy luta e mata os gigantes até que ele desmaie de exaustão, apenas para ser resgatado por uma jovem mulher, e acorda em seu apartamento, reconhecendo-a como Alice Monaghan, um meio que ele resgatou de fadas quando bebê. Enviando uma equipe do SO19 para recuperar Hellboy, Bruttenholm retransmite que os restos de Nimue foram levados e a última peça está no Osiris Club. Eles são apresentados ao agente M11 Ben Daimio, enquanto Hellboy e Alice se juntam à equipe e vão para o clube. Encontrando o clube morto, Alice canaliza o espírito de Hatton, que revela que Nimue procura Hellboy para causar o apocalipse. O braço de Nimue é roubado por Gruagach e Nimue distrai Hellboy apelando para suas frustrações, permitindo que Gruagach escape. Hellboy revela que Gruagach é um changeling que tomou o lugar de Alice antes de Hellboy o marcar com ferro e forçá-lo a retornar Alice, e que Gruagach odeia Hellboy por ter a chance de ser humano.
Daimio os leva para a sede da M11 antes de secretamente adquirir uma bala especial para matar Hellboy. Depois de uma discussão com Bruttenholm sobre sua adoção, Hellboy irrita-se com tempestades até que ele é magicamente transportado para a casa de Baba Yaga. Tendo disparado nos olhos de Baba Yaga, Hellboy é convencido a desistir de um de seus olhos pela localização de Nimue. Hellboy renega o acordo e é amaldiçoado a perder um ente querido. No caminho para a localização de Nimue em Pendleton, Daimio revela a Alice que ele era o único sobrevivente de um ataque demoníaco de onça-pintada .
O trio chega à ressurreição completa de Nimue, enquanto ela mata seu clã com exceção de Ganeida, enquanto Hellboy a impede, mas é dominada por seus poderes. Nimue envenena Alice e foge, enquanto Ganeida direciona Hellboy para o local de descanso de Merlin para salvar Alice. Depois que Merlin cura Alice e coloca ela e Daimio para dormir, ele revela que Hellboy é Anung un Rama, herdeiro de Arthur por meio de sua mãe, que foi levada ao inferno por seu pai. Quando oferecido Excalibur, Hellboy se recusa depois de ter uma visão de si mesmo causando o apocalipse, enquanto Merlin, depois de esgotar sua magia, se desintegra.
Enquanto isso, Nimue ataca M11 e sequestra Bruttenholm enquanto o grupo a segue até a Catedral de São Paulo. Lá, Hellboy luta contra um Gruagach com poderes, auxiliado por Daimio em sua forma de onça-pintada. No entanto, Nimue mata Gruagach e impulsiona Hellboy na tumba escondida de Arthur que contém Excalibur. Enfurecido, Hellboy puxa a espada depois que Nimue mata Bruttenholm, permitindo que demônios emergam do Inferno. Alice canaliza o espírito de Bruttenholm para apelar à humanidade de Hellboy, permitindo que ele decapite Nimue usando Excalibur e jogue sua cabeça no inferno depois que os demônios forem enviados de volta. Hellboy e Bruttenholm trocam despedidas e Daimio descarta a bala especial.
Seis meses depois, Hellboy, Daimio e Alice invadem o clube de cultos Oannes Society, onde encontram o tanque de água de Abe Sapien . Em uma cena de créditos médios, Hellboy é consolado no túmulo de Bruttenholm pelo fantasma de seu super-herói Lobster Johnson . Em uma cena pós-créditos, Baba Yaga recorre a uma força invisível para procurar Hellboy com a promessa de permitir que ele finalmente morra.

## Elenco
- David Harbour como Hellboy / Anung Un Rama: Um metade homem/demônio imensamente poderoso que trabalha para a organização governamental Bureau of Paranormal Research and Defence (B.P.R.D.). Harbour afirmou que o filme será um "pedaço do personagem" e apresentará temas maduros e "assuntos complicados" que garantirão a classificação +18 anos do filme. Mignola havia afirmado que Harbour estava pesquisando o personagem, dizendo:" Ele está me mandando mensagens perguntando sobre o Hellboy e sobre sua história, sobre o que o personagem pensaria sobre isso ou sobre aquilo ".[12] Mignola descreveu o Hellboy de Harbour como sendo mais dramático, bravo e emocionalmente explosivo do que o de Perlman.[13] Harbor evitou se assemelhar ao Hellboy de Perlman, comparando sua própria versão semelhante a um "adolescente", descrevendo-o como "mais jovem" e "mais áspero", afirmando: "Ele está realmente lutando com a ideia de ser ou não uma pessoa boa".[14]
- Milla Jovovich como Nimue:                                                                                                                                                                  Uma feiticeira britânica medieval poderosa e antiga que procura destruir a humanidade. Harbour afirmou que Hellboy tem um "relacionamento muito especial" com Nimue e que seu papel é expandido ainda mais no filme.[15]
- Ian McShane como Trevor Bruttenholm:                                                                                                                                                    O pai adotivo de Hellboy e fundador da B.P.R.D. Harbour confirmou que a atual versão de Bruttenholm é um personagem muito mais difícil que não simpatiza com Hellboy questionando seu lugar no mundo.
- Sasha Lane como Alice Monaghan:                                                                                                                                                                                                                                          Uma mulher de ascendência irlandesa que conseguiu suas habilidades mágicas depois que ela foi sequestrada por fadas quando era um bebê. Harbour afirmou que o personagem "começa a brincar com algumas idéias realmente interessantes de ser uma bruxa e ter visões".
- Daniel Dae Kim como Ben Daimio:                                                                                                                                                                                                                                           Um robusto membro militar nipo-americano do B.P.R.D. que, devido a um encontro sobrenatural, pode se transformar em um jaguar quando está com raiva ou com dor. Ed Skrein foi originalmente escalado para o papel, mas ao descobrir que Daimio era retratado nos quadrinhos como um nipo-americano, ele se retirou para permitir que um ator verdadeiramente asiático fosse escalado. Um mês depois, Kim foi escalado para o papel.
- Thomas Haden Church como Lobster Johnson:                                                                                                                                                                                                                 Um vigilante que tem uma reputação violenta, como de matar gangsters e outras coisas.
- Penelope Mitchell como Ganeida: Uma bruxa que decidiu que a ira de Nimue se prolongou por muito tempo e que ela deve ser detida.
- Sophie Okonedo como Lady Hatton: Uma vidente residente no Osiris Club, um antigo clube inglês dedicado a desvendar mistérios sobrenaturais.
- Brian Gleeson como Merlin: Um antigo e poderoso feiticeiro baseado na figura da lenda arturiana.
- Alistair Petrie como Lord Adam Glaren: Um membro de alto escalão do Osiris Club.
- Laila Morse como funcionária do BPDP.
- Stephen Graham e Douglas Tait como Gruagach:                                                                                                                                                                                                                       Uma criatura parecida a um javali que é leal a Nimue. Graham fornece a voz para Gruagach enquanto Tait fornece o desempenho físico.

## Produção

### Desenvolvimento
Em 2014, o criador do Hellboy, Mike Mignola, começou a trabalhar com o escritor Andrew Cosby na história de um novo filme. O projeto foi inicialmente concebido como uma continuação dos filmes de Guillermo del Toro, Hellboy e Hellboy II: The Golden Army. Del Toro recebeu uma proposta de créditos como produtor, mas recusou, desejando, em vez disso, dirigir o filme e escrever seu próprio roteiro para Hellboy III, como havia feito nos filmes anteriores, e Ron Perlman se recusou a estrelar sem o envolvimento de del Toro. Quando Neil Marshall se juntou, foi decidido que o novo filme seria um reboot .
Em maio de 2017, Mignola anunciou em sua página pessoal no Facebook que o filme, então intitulado Hellboy: Rise of the Blood Queen, seria dirigido por Neil Marshall e teria David Harbour como o personagem principal. Mignola também afirmou que o filme teria uma classificação de +18 anos. Na época, foi alvo de um suposto lançamento de 2018. Andrew Cosby afirmou que o filme será uma versão "mais sombria e mais horrível de Hellboy". Harbor disse mais sobre o +18 anos do filme, afirmando: "Esse filme é horrível, quero dizer, é como um filme de terror. muito sangue nele. É brutal."
Mignola afirmou que ele terá envolvimento mínimo com o filme, afirmando que ele atuaria mais como um "produtor co-executivo" e não estaria envolvido com a pré-produção ou design, afirmando: "Quando a decisão foi tomada para fazer de outro filme, eu me envolvi, basicamente dizendo: (Se você vai fazer esse reboot, não faça isso, ou aquilo, MUDE isso ou aquilo). Eu ajudei a orientá-lo. Christopher Golden e eu escrevemos alguns rascunhos do roteiro e o colocamos no caminho certo, e então foi tomada a decisão de fazer um reboot." Em agosto de 2017, o filme perdeu o título de Rise of the Blood Queen e foi re-titulado simplesmente como Hellboy.

### Roteiro
Quando o projeto foi anunciado, foi revelado que Mignola havia escrito rascunhos iniciais com Andrew Cosby e Christopher Golden e Mignola estaria desenvolvendo um novo rascunho com Aron Eli Coleite. Sobre o desenvolvimento do tom do filme, Cosby declarou: "Neil disse desde o começo que ele que fosse um filme entre o terror e um filme de história em quadrinhos, o que era música para os meus ouvidos, porque era isso que eu estava gravando no roteiro, e precisamente o que Mignola faz tão bem com os quadrinhos. " Mignola confirmou que o filme vai se inspirar nas HQ's Darkness Calls, The Wild Hunt, e The Storm and the Fury, mas também puxaria" pedaços de outras histórias ", como Hellboy in Mexico. Mignola não queria fazer outra história de origem, o que Del Toro já havia feito muito bem. Mignola sentiu que o arco de três livros deu aos cineastas uma "entrada" de volta ao mundo de Hellboy e permitiu que eles expandissem além dos quadrinhos. Um pôster com créditos finais revelou que Cosby manteve o crédito de roteirista.

## Recepção

### Bilheteria
O filme estreou angariando US$ 19,7 milhões no mercado americano e US$ 10,4 milhões no exterior, totalizando US$ 30 milhões de lucro total, contra o orçamento de US$ 50 milhões. No segundo fim de semana do lançamento, o lucro foi de apenas US$ 3,9 milhões, uma queda de 68% na sua bilheteria.

### Crítica especializada
Hellboy (2019) não foi bem recebido pela crítica especializada. Segundo o site Rotten Tomatoes, o filme recebeu uma nota 3,66 de 10, com um índice de aprovação de 17% baseado em 206 resenhas. O consenso do site é descrito como: "Desprovido do talento imaginativo que havia feito o Hellboy anterior tão adorável, este reboot sem alma sugere que Dante pode ter deixado um décimo círculo fora do seu Inferno." Já no site Metacritic, a nota média de Hellboy foi 31 de 100, baseada em 44 resenhas, indicando "criticas majoritariamente desfavoráveis".